# Хуле
Хуле (норв. Hole) — коммуна в губернии Бускеруд в Норвегии, административный центр — город Вик. Официальный язык коммуны — букмол. Население коммуны на 2007 год составляло 5622 чел. Площадь коммуны Хуле — 197,64 км², код-идентификатор — 0612.